# Atakama (region administracyjny)
Region Atakama (hiszp. III Región de Atacama) – jeden z 16 regionów Chile. Stolicą jest Copiapó. Obejmuje trzy prowincje: Chañaral, Copiapo i Huasco. Graniczy z dwoma innymi regionami, na północy z Antofagasta, a na południu z Coquimbo. Znajduje się 800 km na północ od Santiago.